# Via Dolorosa

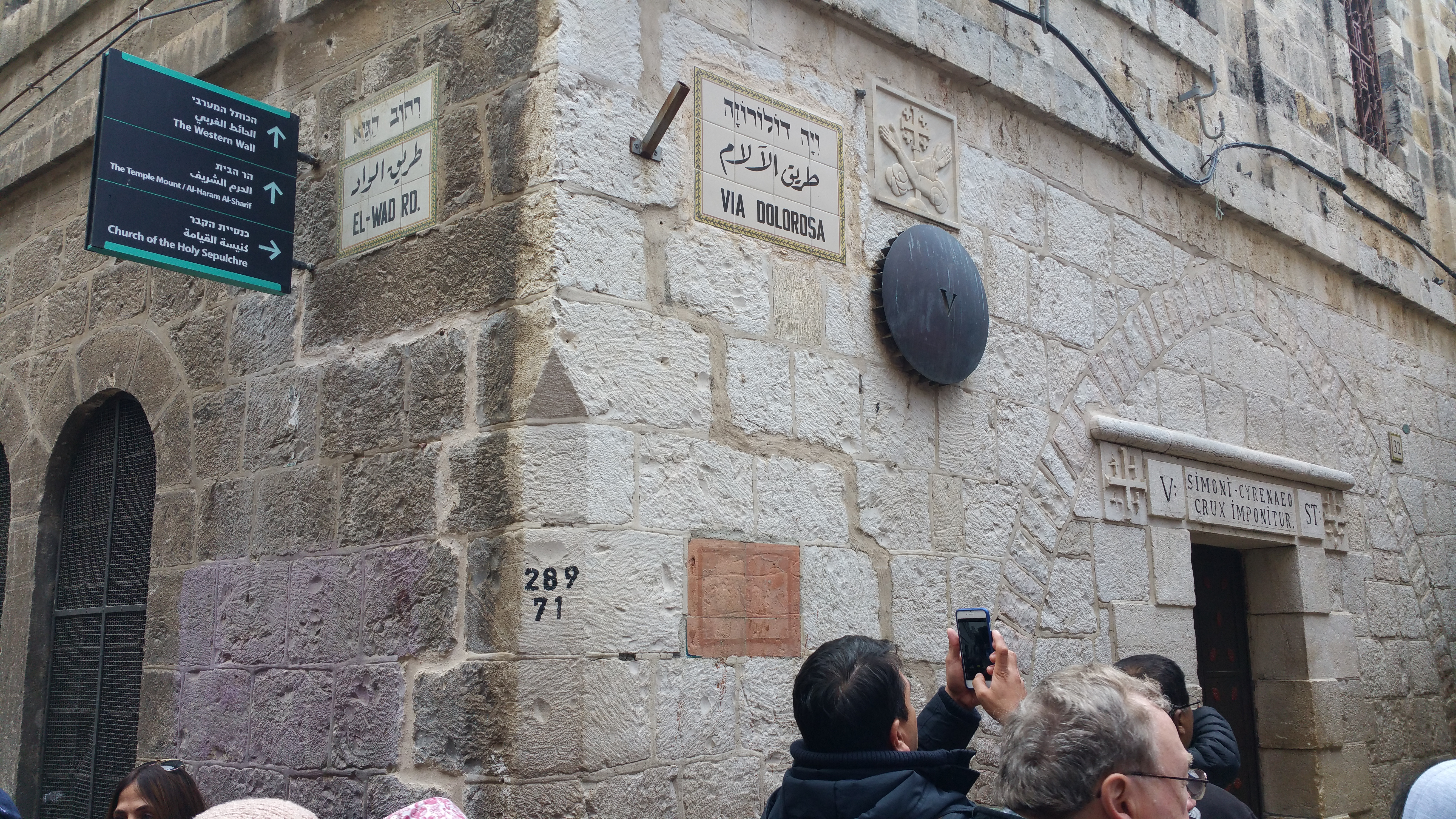
Con đường Khổ nạn, chặng Khổ lộ thứ năm.

Via Dolorosa (chữ Hi Lạp: Οδός του Μαρτυρίου, chữ Hebrew: ויה דולורוזה, chữ Ả Rập: طريق الآلام tariq al-alam, nghĩa gốc: “Con đường Khổ nạn”, “Con đường Thương khó”, “Đạo lộ thụ nạn”, “Khổ lộ”), hoặc gọi Con đường Golgotha, Con đường Calvary, là một tuyến đường nổi tiếng nằm trong cổ thành Jerusalem. Tuyến đường này tượng trưng cho hành trình mà Chúa Jesus đã đi qua, dưới sự cưỡng bức của lính La Mã, trên con đường dẫn đến nơi Ngài chịu đóng đinh trên thập tự giá. Tuyến đường quanh co này kéo dài từ pháo đài Antonia (nay không còn nữa) đến Giáo đường Mộ Thánh, với chiều dài khoảng 600 mét (tương đương 2.000 feet). Đây là một trong những địa điểm hành hương thiêng liêng và được tôn kính nhất trong đức tin Cơ Đốc giáo, nơi người ta đi lại dấu chân của Đấng Cứu thế trong những giờ phút cuối đời Ngài. Tuyến đường hiện tại của Via Dolorosa được xác lập từ thế kỉ XVIII, thay thế cho những lộ trình trước đó từng được ghi nhận qua các thời kì. Ngày nay, con đường được đánh dấu bởi 14 chặng Khổ lộ, trong đó có 9 chặng nằm ngoài trời, dọc theo các con phố cổ, và 5 chặng còn lại nằm bên trong Giáo đường Mộ Thánh. Mỗi chặng dừng chân là một điểm tưởng niệm ghi nhớ một biến cố trong cuộc Thương khó của Chúa Jesus, từ lúc Ngài bị luận tội cho đến khi trút hơi thở cuối cùng.
Vào mỗi chiều thứ sáu, lúc 3 giờ (hoặc 4 giờ trong giờ mùa hè), các tu sĩ dòng Franciscan tổ chức nghi lễ rước thập tự giá long trọng, thu hút đông đảo người hành hương và du khách len lỏi qua khu phố cổ tấp nập. Chính nghi lễ đó được gọi là “Via Crucis” – cuộc hành trình theo dấu chân thập tự giá. Cũng cần nói thêm rằng, nghi thức Đàng Thánh Giá không chỉ diễn ra tại Jerusalem, mà còn được cử hành ở nhiều nơi trên thế giới trong các giáo xứ, đền thánh, và thậm chí tại các nơi hành hương, với mô hình các chặng đường phỏng theo con đường khổ nạn xưa.
Via Dolorosa không chỉ là một lối đi vật lí, mà còn là một hành trình tâm linh sâu sắc – nơi mà tín hữu từ khắp nơi trên thế giới đi lại từng bước chân của Đấng Cứu chuộc, hoà mình vào nỗi đau của Ngài để suy gẫm về tình yêu hi sinh cao cả. Cũng có thể nói, Via Dolorosa là con đường dẫu thấm đẫm máu và nước mắt, nhưng lại mở ra một chân trời hi vọng, nơi đau thương được hoá thành ơn cứu rỗi cho toàn nhân loại.

## Sự thương khó của Chúa Jesus và truyền thống Cơ Đốc giáo
Theo bốn sách Tin Lành của Thánh kinh Tân Ước, Chúa Giê-xu đã bị bắt trong kì lễ Vượt Qua, sau khi bị xét xử tại Công nghị viện Do Thái (en), Ngài bị trao cho tổng đốc Pontius Pilate và chịu án tử hình bằng hình thức đóng đinh trên thập tự giá tại đồi Golgotha. Nhưng đến ngày thứ ba sau khi chết, Ngài đã sống lại – một sự kiện trọng đại làm nền tảng cho toàn bộ tín lí của Cơ Đốc giáo.
Đức tin Cơ Đốc giáo được đặt trên cái chết và sự phục sinh của Chúa Giê-xu. Tất cả các sách Tin Lành đều khởi đầu bằng sự xác nhận Chúa Jesus chính là Đấng Messiah (Đấng Cứu thế). Tuy nhiên, người Do Thái trong thời kì Thánh điện Thứ Hai thường kì vọng một Đấng Messiah đầy uy quyền, mang vóc dáng của một vị vua đến để giải phóng dân tộc khỏi ách thống trị của Đế quốc La Mã – một nhân vật đầy vinh quang như hình ảnh “Con Người” trong sách tiên tri Daniel:
Trong những khải tượng ban đêm, tôi lại nhìn thấy một vị giống như Con Người đến với những đám mây trời. Vị ấy đến gần và được đưa đến trước mặt Đấng Tuyên Cổ Thường Tại. Đấng Tuyên Cổ Thường Tại ban cho vị ấy quyền thống trị, vinh quang và vương quốc; mọi dân tộc, mọi quốc gia, mọi ngôn ngữ đều phụng sự vị ấy. Quyền thống trị Ngài là quyền đời đời, chẳng hề mai một, và vương quốc Ngài không bao giờ suy vong. — Đa-ni-ên 7:13-14 
Chính vì vậy, ý tưởng về một Messiah chịu khổ nạn là điều hoàn toàn xa lạ và khó chấp nhận đối với dân Do Thái thời đó. Chúa Giê-xu, vì thế, đã bị đẩy đến cái chết ô nhục trên thập tự giá. Tuy nhiên, cái chết ấy lại là sự hi sinh tối thượng, và qua sự phục sinh vào ngày thứ ba, Ngài đã biến thất vọng thành hi vọng, biến thập tự giá thành biểu tượng của sự sống mới.
Những ai theo bước Chúa, chấp nhận đau khổ và cả sự chết như Ngài đã trải, thì đức tin nơi Chúa Jesus là Đấng Messiah mới trở nên trọn vẹn. Cái chết tinh sạch của Con Một Đức Chúa Trời được nhìn nhận như của lễ chuộc tội cho toàn nhân loại, nhằm gột rửa nguyên tội và phục hồi mối quan hệ giữa Thiên Chúa và loài người. Con đường mà Chúa Giê-xu bước đi để hiến mình làm sinh tế ấy, chính là Via Dolorosa – con đường khổ nạn dẫn đến sự cứu rỗi.

## Mười bốn chặng Khổ lộ
Tuyến hành hương truyền thống trên con đường Via Dolorosa bắt đầu cách Cổng Sư tử khoảng 200 mét về phía tây, trong khu phố Hồi giáo của cổ thành Jerusalem. Điểm khởi đầu nằm tại Trường Tiểu học Umariya, gần vị trí của pháo đài Antonia xưa kia – nơi được cho là Tổng đốc Pilate từng xét xử Chúa Giê-xu. Từ đường Lions’ Gate, lộ trình tiếp tục đi về phía tây, xuyên qua các ngõ hẹp quanh co trong khu phố cổ và kết thúc tại Giáo đường Mộ Thánh trong khu Cơ Đốc giáo – nơi được tôn kính là chỗ Chúa Giê-xu bị đóng đinh, được chôn và phục sinh. Cách phân định mười bốn chặng Đàng Thánh Giá như hiện nay có nguồn gốc từ một hình thức suy niệm theo vòng tròn do dòng Franciscan tổ chức từ thế kỉ XIV. Tuyến hành hương ban đầu đi ngược chiều với lộ trình hiện nay (tức đi từ tây sang đông), bắt đầu và kết thúc tại Giáo đường Mộ Thánh, và còn đi qua vườn Gethsemane cũng như núi Sion – những địa điểm thiêng liêng gắn với cuộc Thương khó của Chúa Giê-xu.
Ở Jerusalem, tên của nhiều con đường được thể hiện bằng ba ngôn ngữ: tiếng Anh, tiếng Hebrew và tiếng Ả Rập. Tuy nhiên, tên “Via Dolorosa” vẫn giữ nguyên gốc La-tinh trong cách viết tiếng Hebrew (không dịch nghĩa), trong khi tiếng Ả Rập sử dụng bản dịch nghĩa là “طريق الآلام” (Ṭarīq al-ʾĀlām) – tức là “Con đường nỗi đau”.
Hiện nay, có 14 chặng Khổ lộ để tưởng niệm những biến cố trọng đại trong cuộc Thương Khó của Chúa Giê-xu, gồm:
1. Tại trường án Pilate, Chúa Jesus bị kết án tử hình;
2. Chúa Jesus vác lấy thập tự giá;
3. Chúa Jesus ngã xuống lần thứ nhất;
4. Chúa Jesus gặp bà Mary, mẹ của Ngài;
5. Simon người Cyrene bị bắt vác thập tự giá;
6. Bà Veronica lau mặt Chúa Jesus;
7. Chúa Jesus ngã xuống lần thứ hai;
8. Những người phụ nữ ở Jerusalem than khóc vì Chúa Jesus;
9. Chúa Jesus ngã xuống lần thứ ba;
10. Chúa Jesus bị lột áo;
11. Chúa Jesus bị đóng đinh vào thập tự giá;
12. Chúa Jesus chết trên thập tự giá;
13. Chúa Jesus được tháo xuống khỏi thập tự giá;
14. Chúa Jesus được mai táng trong mộ đá.

Trong 14 chặng Đàng Thánh Giá nêu trên, có 5 chặng không được ghi chép trong Thánh Kinh, bao gồm chặng 3, 4, 6, 7 và 9. Chặng 4 – Chúa Jesus gặp bà Mary, mẹ của Ngài, mặc dù bà Mary có mặt dưới chân thập tự giá (Tin Lành Giăng 19:25), nhưng cuộc gặp gỡ giữa Chúa Jesus và bà Mary trên con đường Golgotha không được sách Tin Lành nào ghi chép lại. Chặng 6 – Bà Veronica lau mặt Chúa Jesus, đây là một truyền thuyết Công giáo La Mã thời Trung cổ, nói rằng khuôn mặt Chúa in lại trên khăn của bà. Tên Veronica bắt nguồn từ tiếng La-tinh: vera icon – nghĩa là hình ảnh thật.

## Hình ảnh minh hoạ Mười bốn chặng Khổ lộ

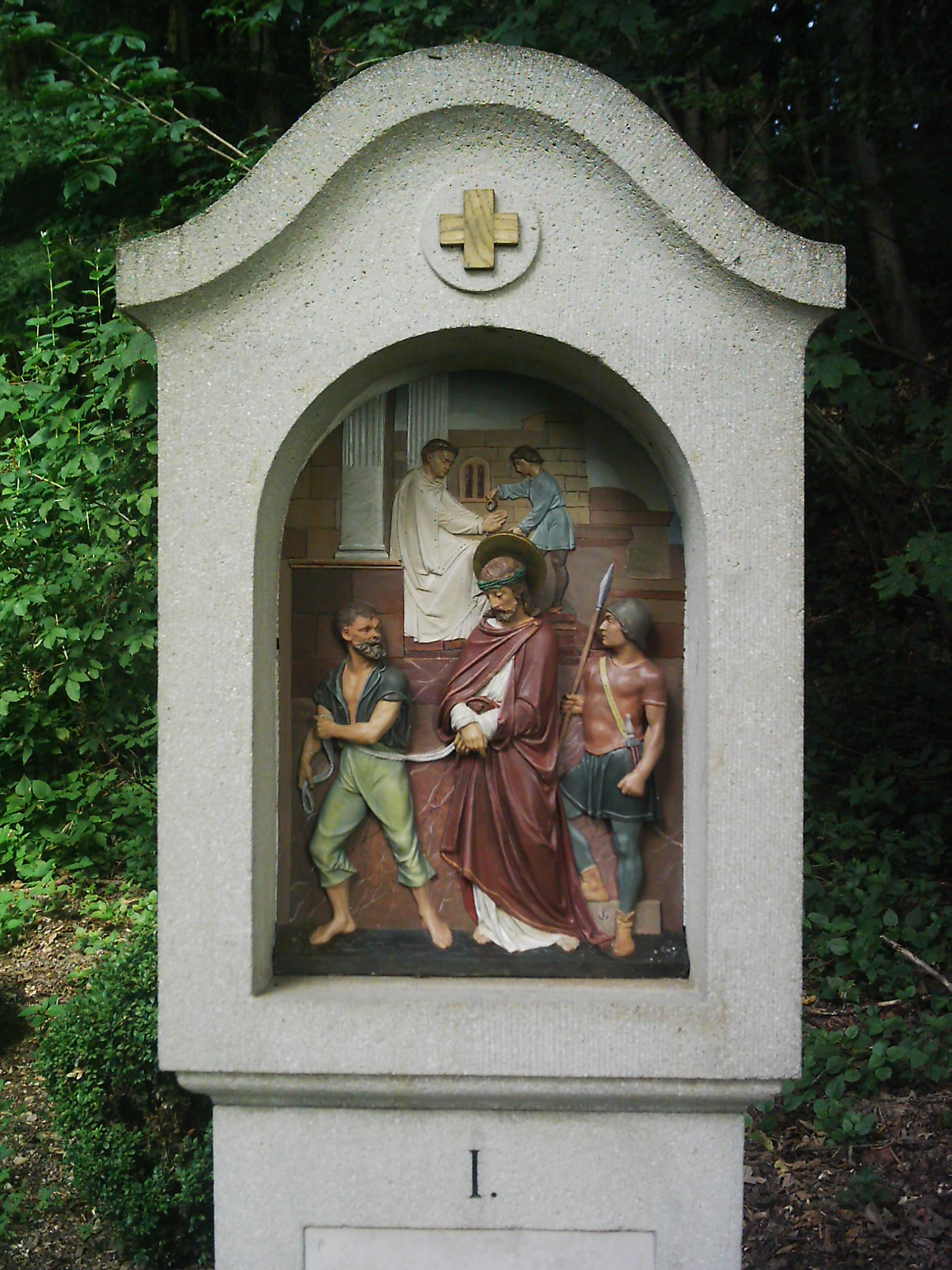
Chặng thứ nhất – Tại trường án Pilate, Chúa Jesus bị kết án tử hình.
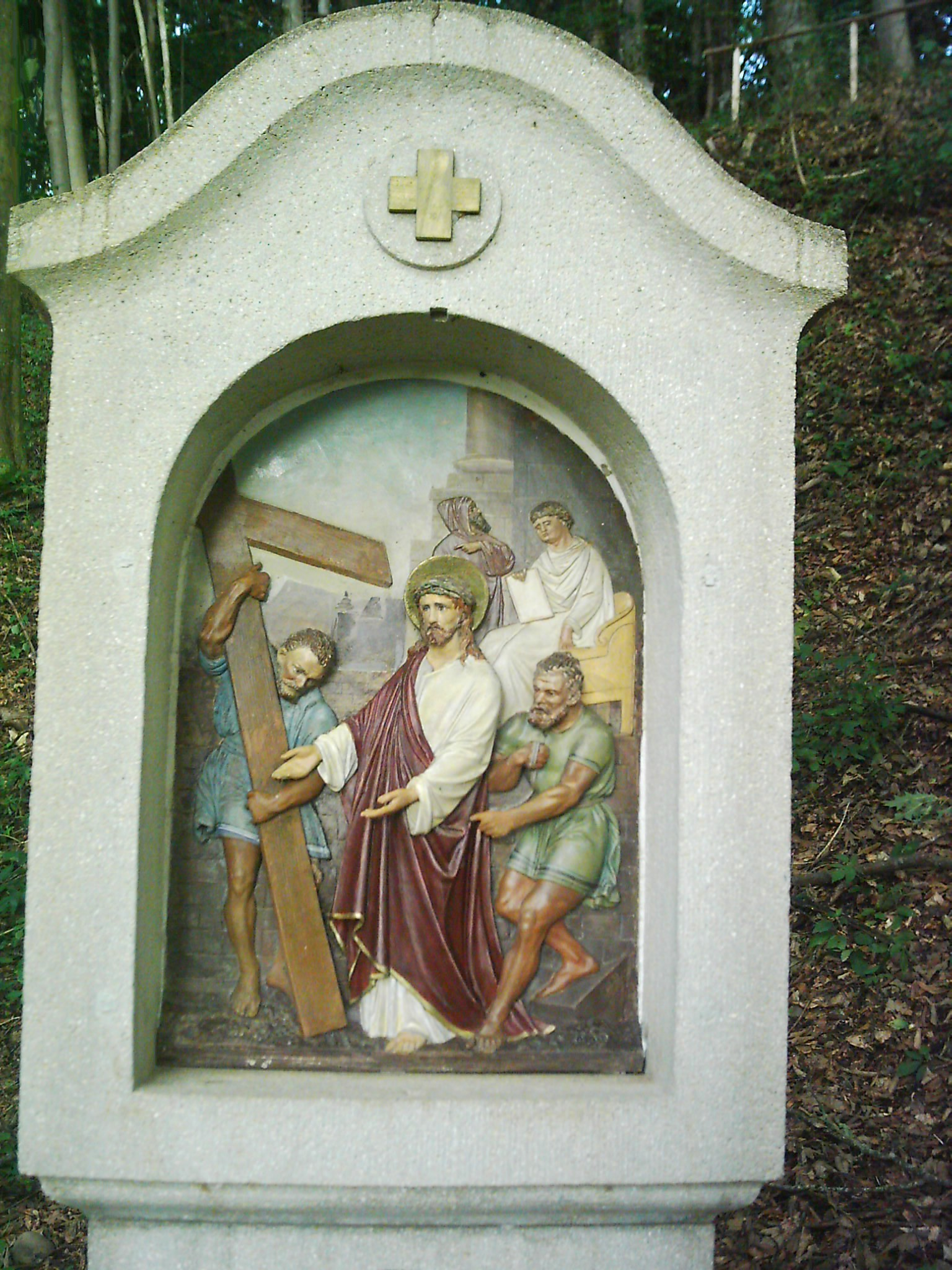
Chặng thứ hai – Chúa Jesus vác lấy thập tự giá.
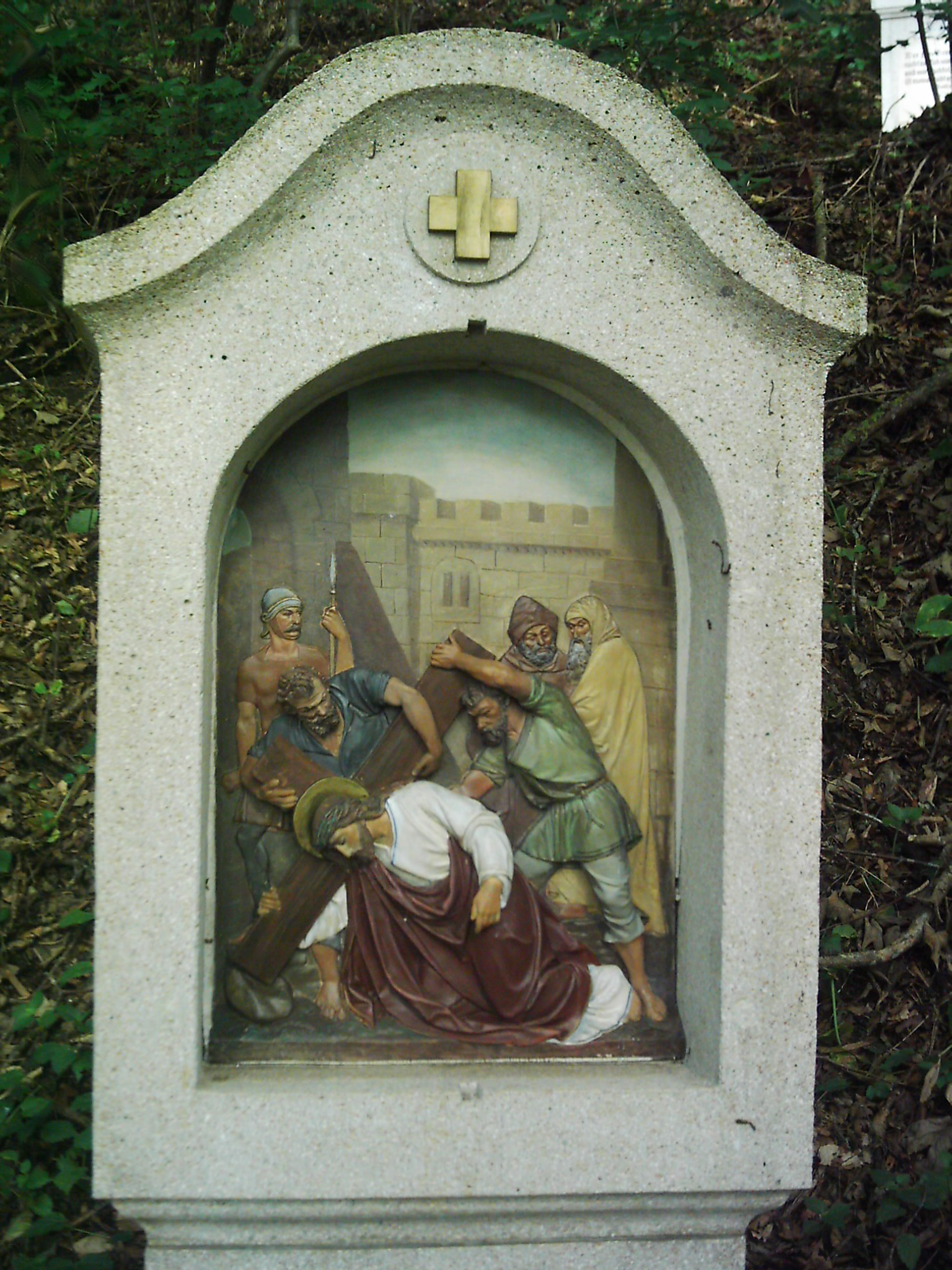
Chặng thứ ba – Chúa Jesus ngã xuống lần thứ nhất.
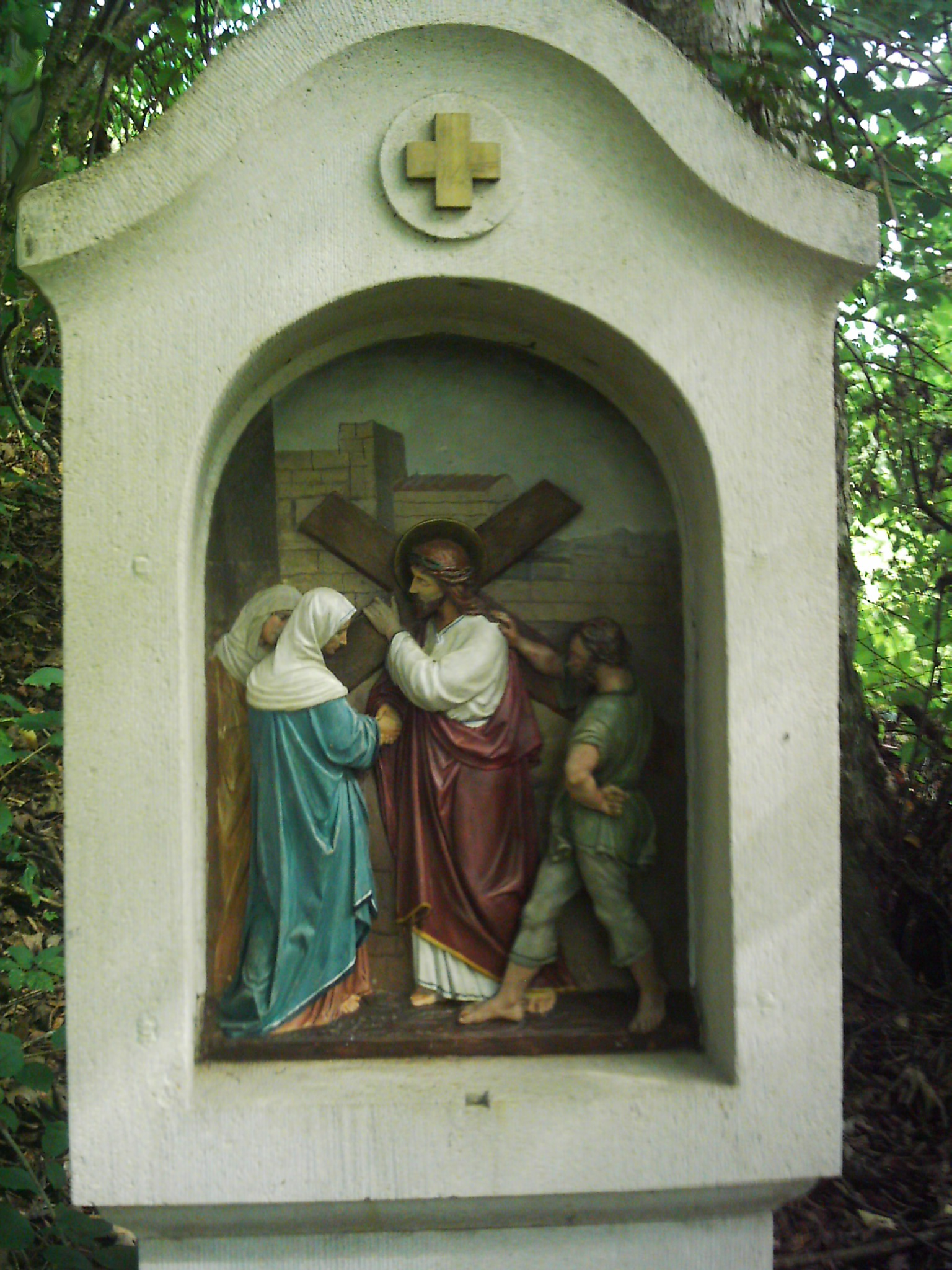
Chặng thứ tư – Chúa Jesus gặp bà Mary, mẹ của Ngài.
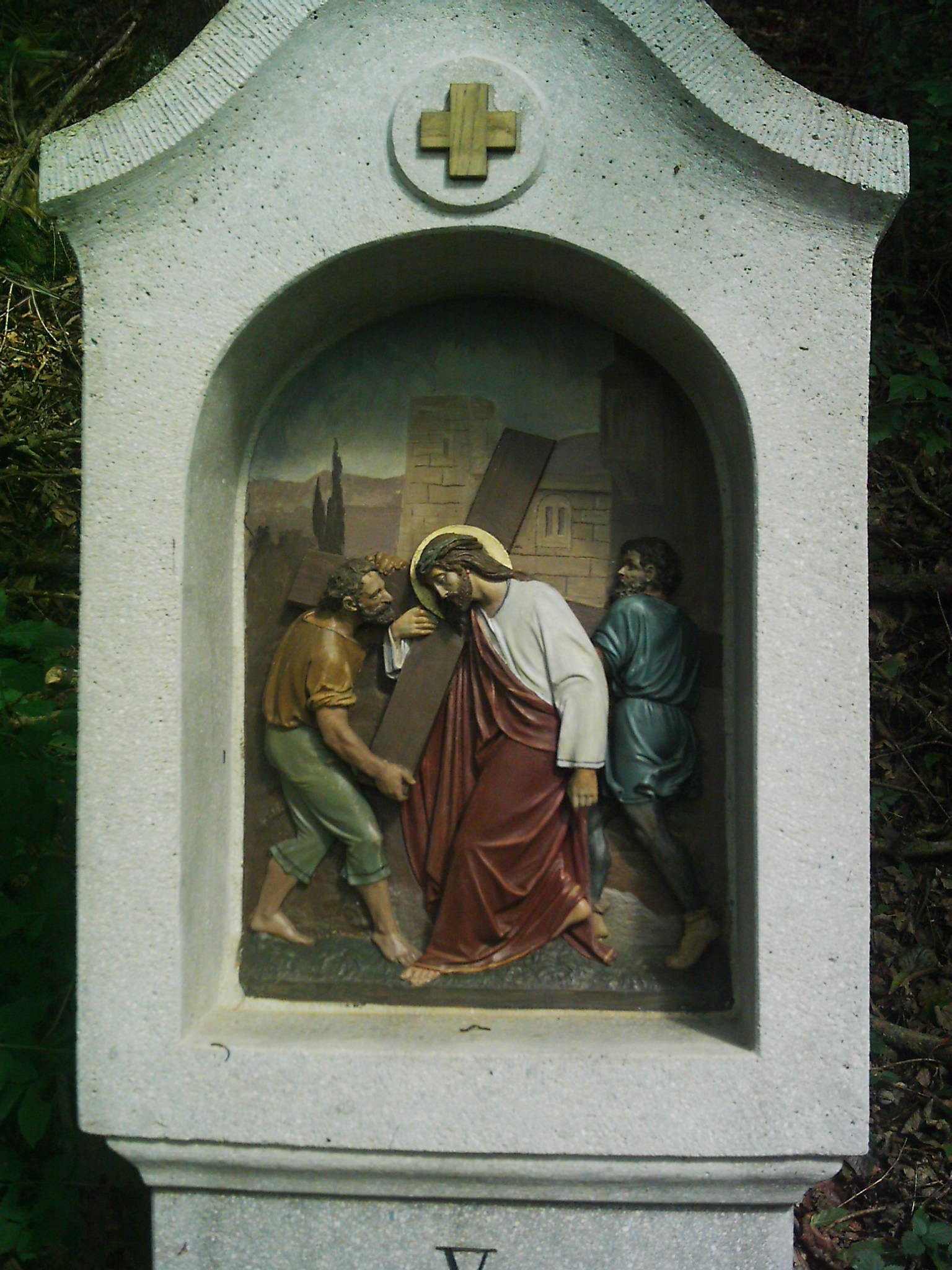
Chặng thứ năm – Simon người Cyrene giúp Chúa Jesus vác thập tự giá.
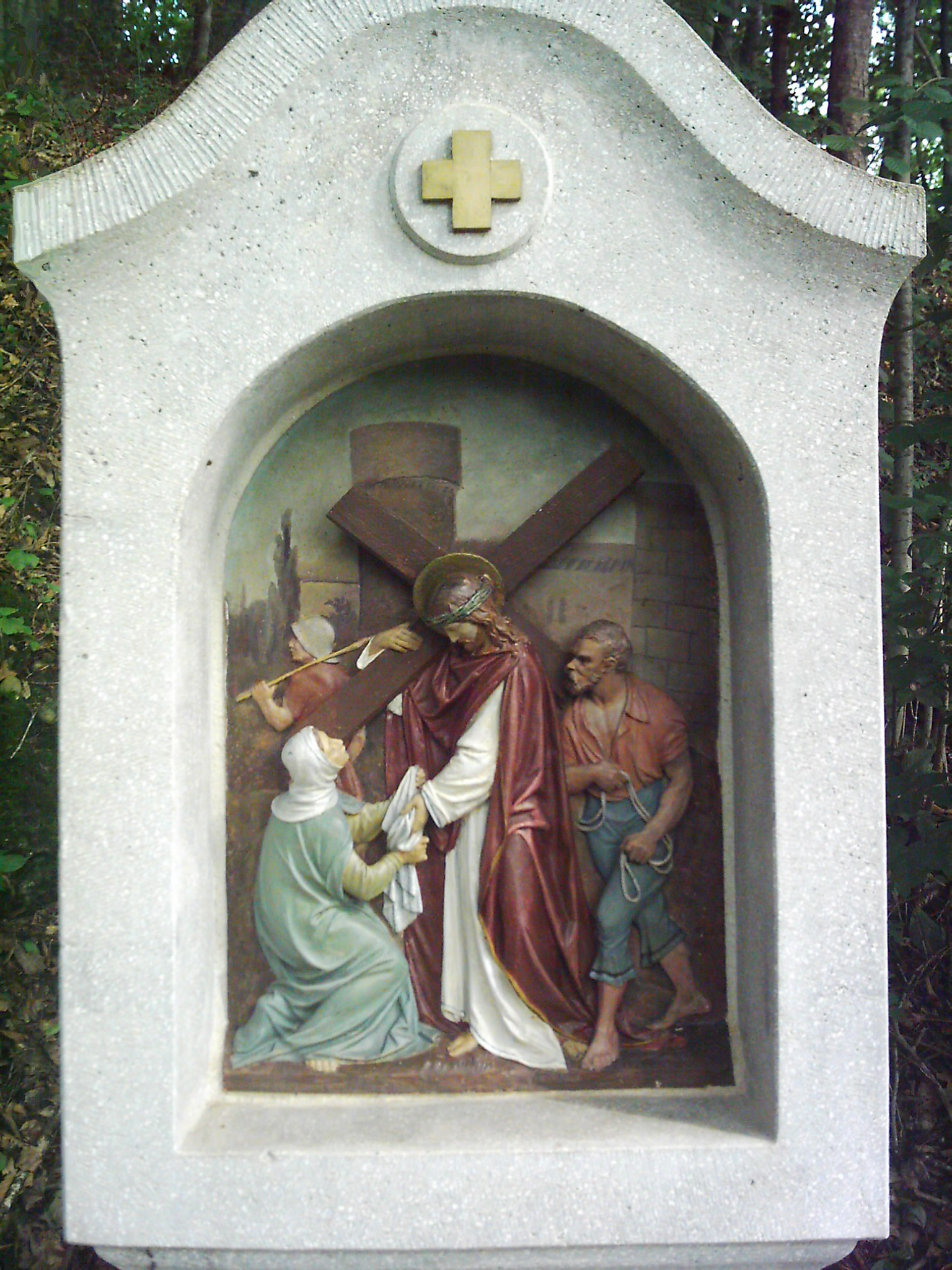
Chặng thứ sáu – Bà Veronica lau mặt Chúa Jesus.
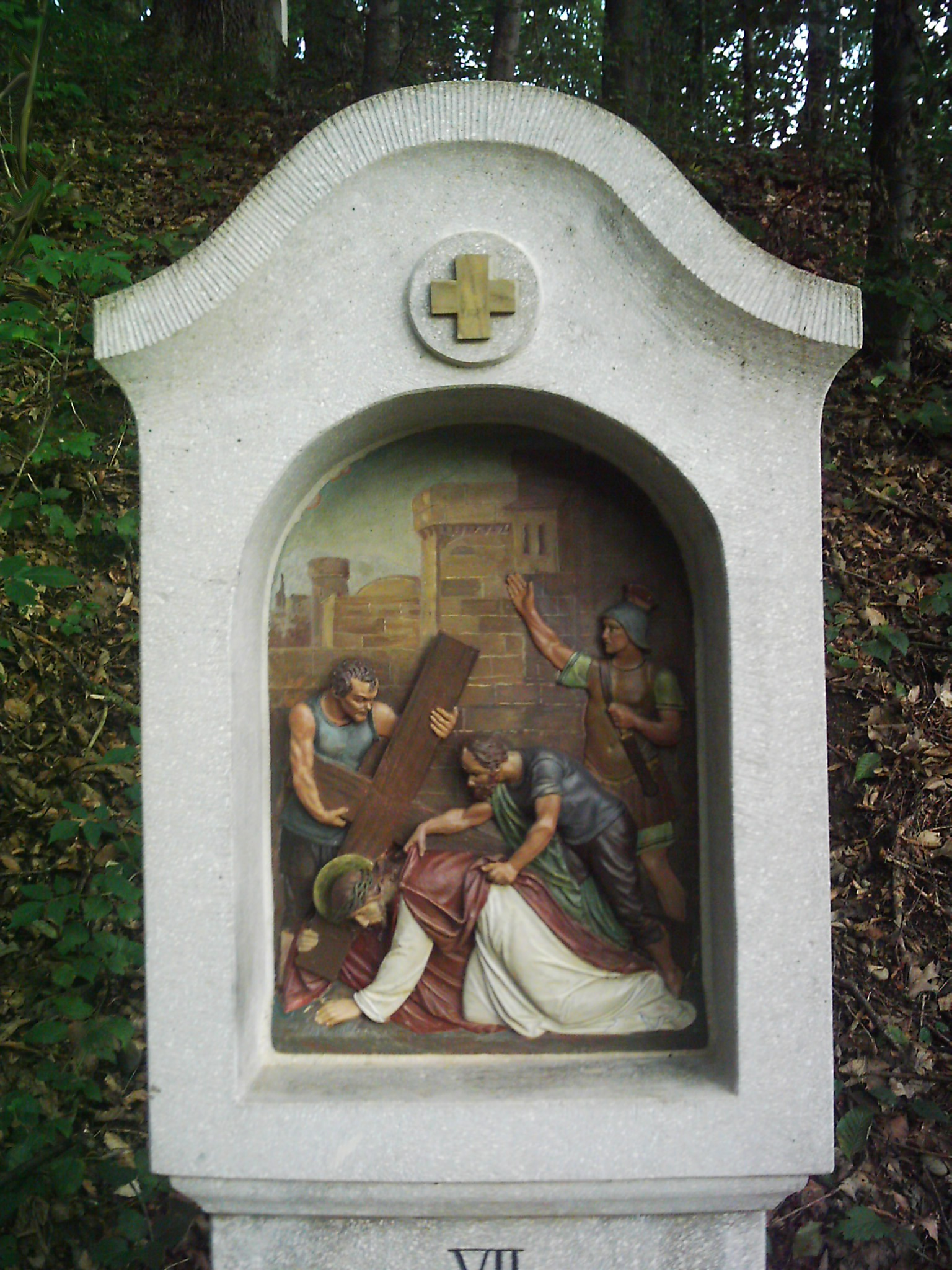
Chặng thứ bảy – Chúa Jesus ngã xuống lần thứ hai.
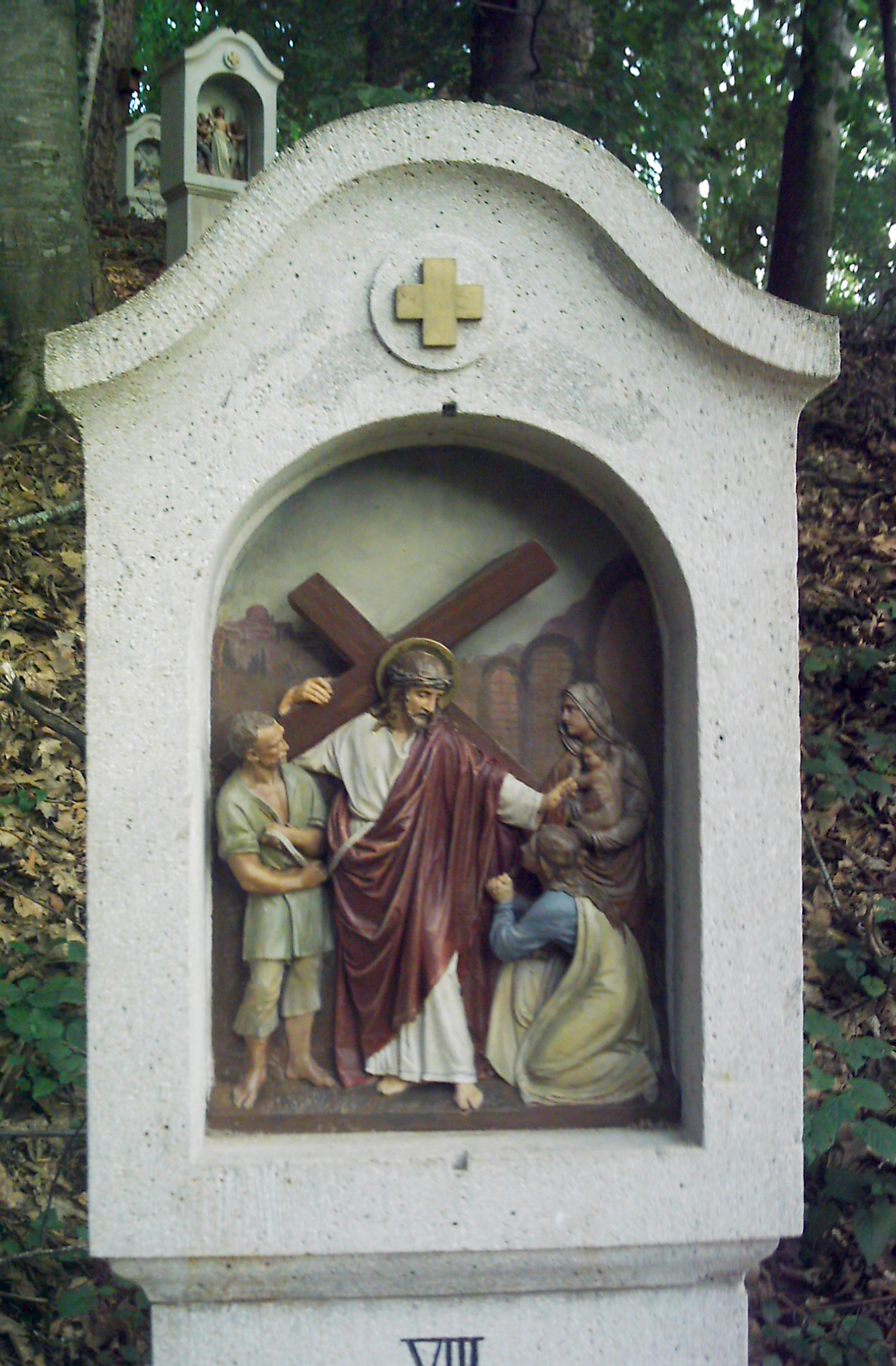
Chặng thứ tám – Chúa Jesus gặp những người phụ nữ ở Jerusalem.
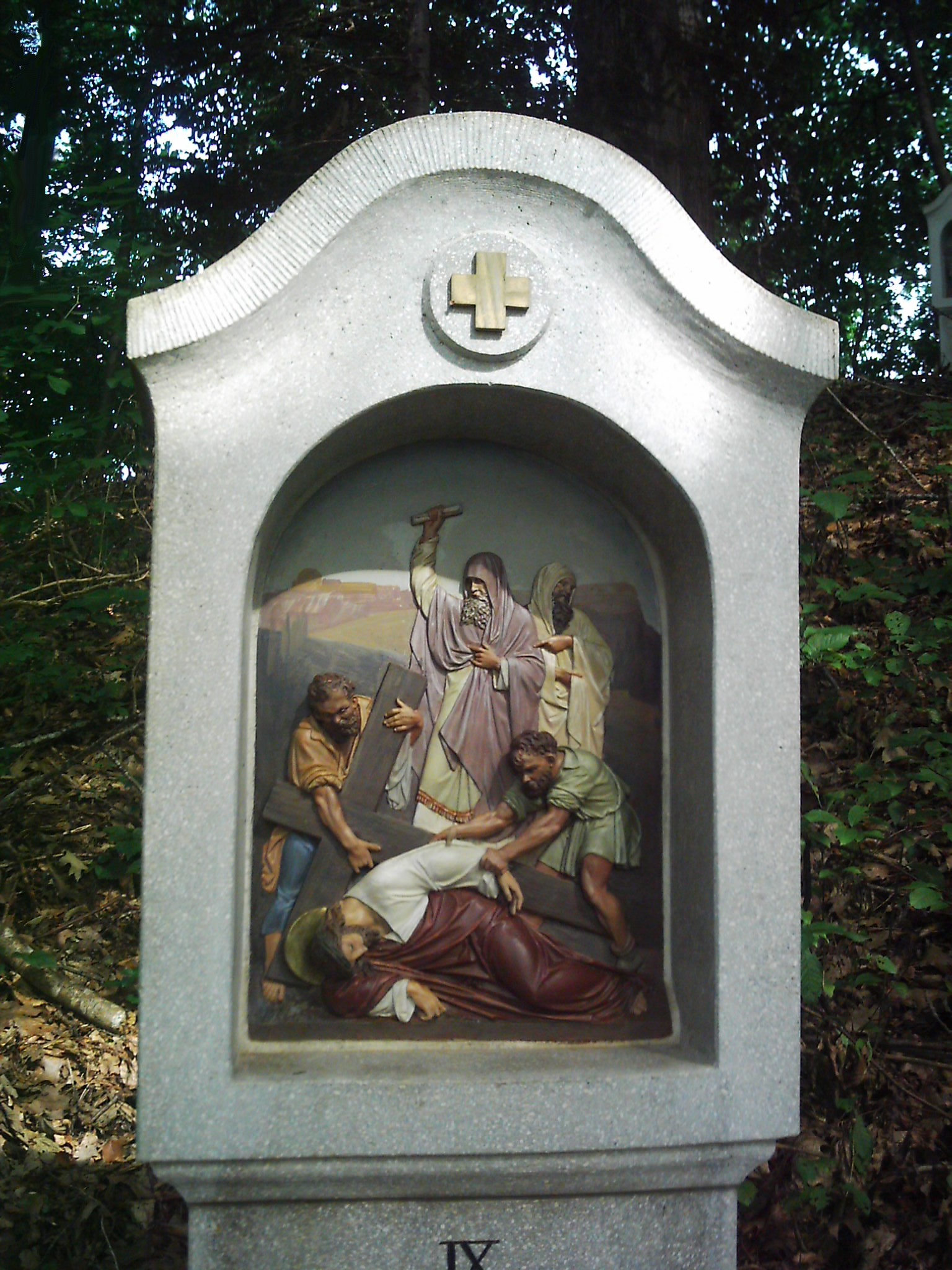
Chặng thứ chín – Chúa Jesus ngã xuống lần thứ ba.
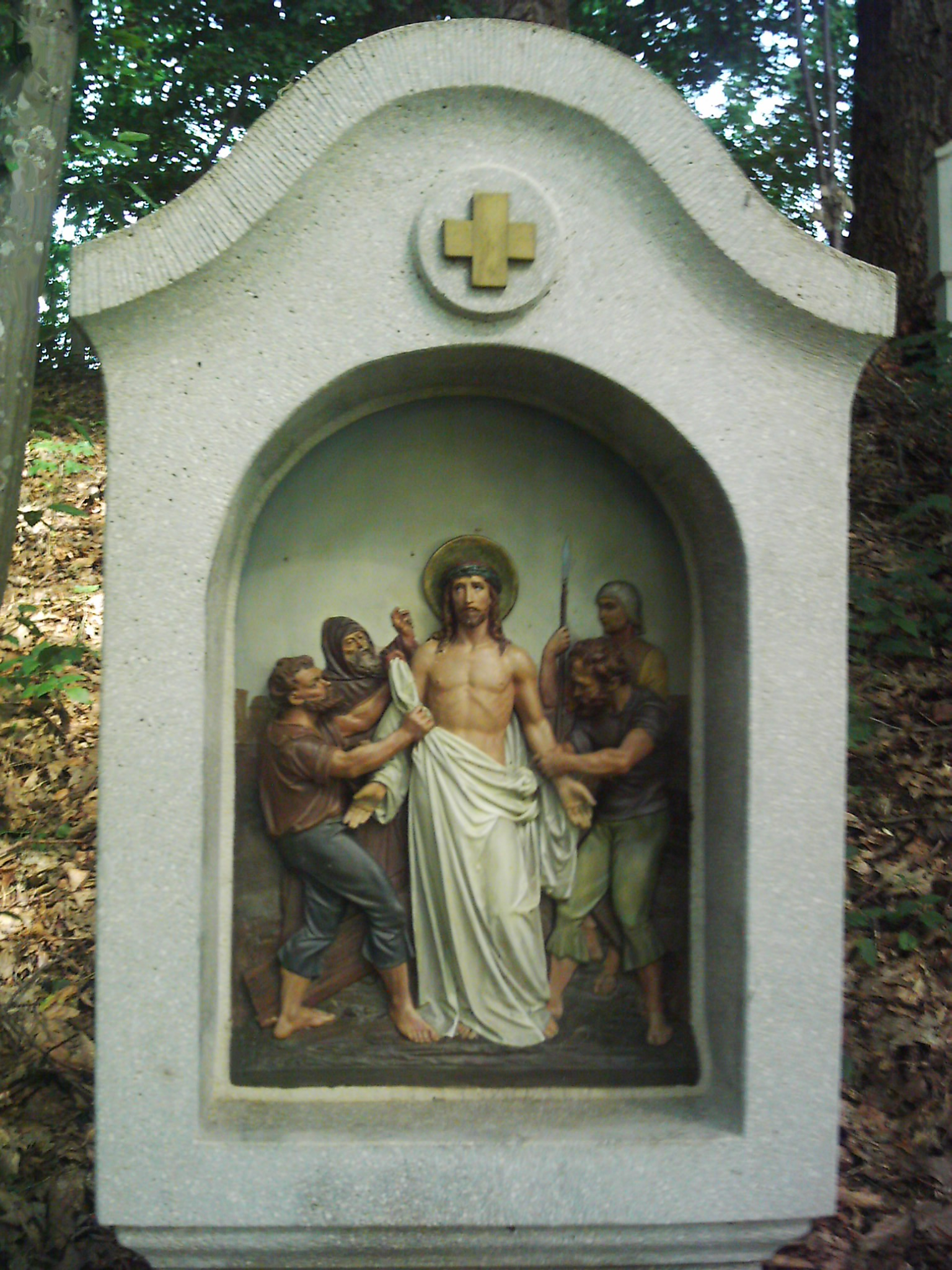
Chặng thứ mười – Chúa Jesus bị lột áo.
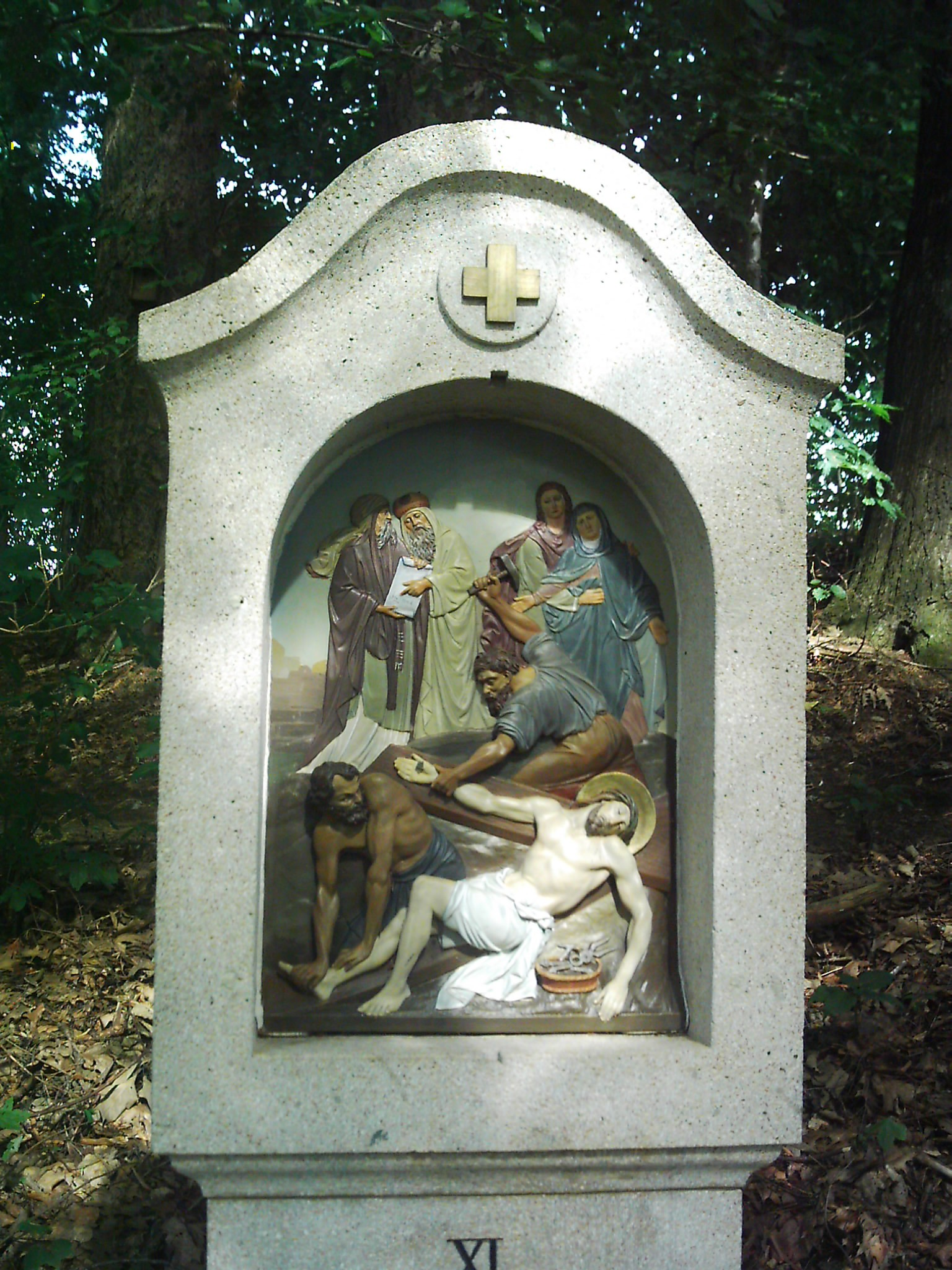
Chặng thứ mười một – Chúa Jesus bị đóng đinh vào thập tự giá.
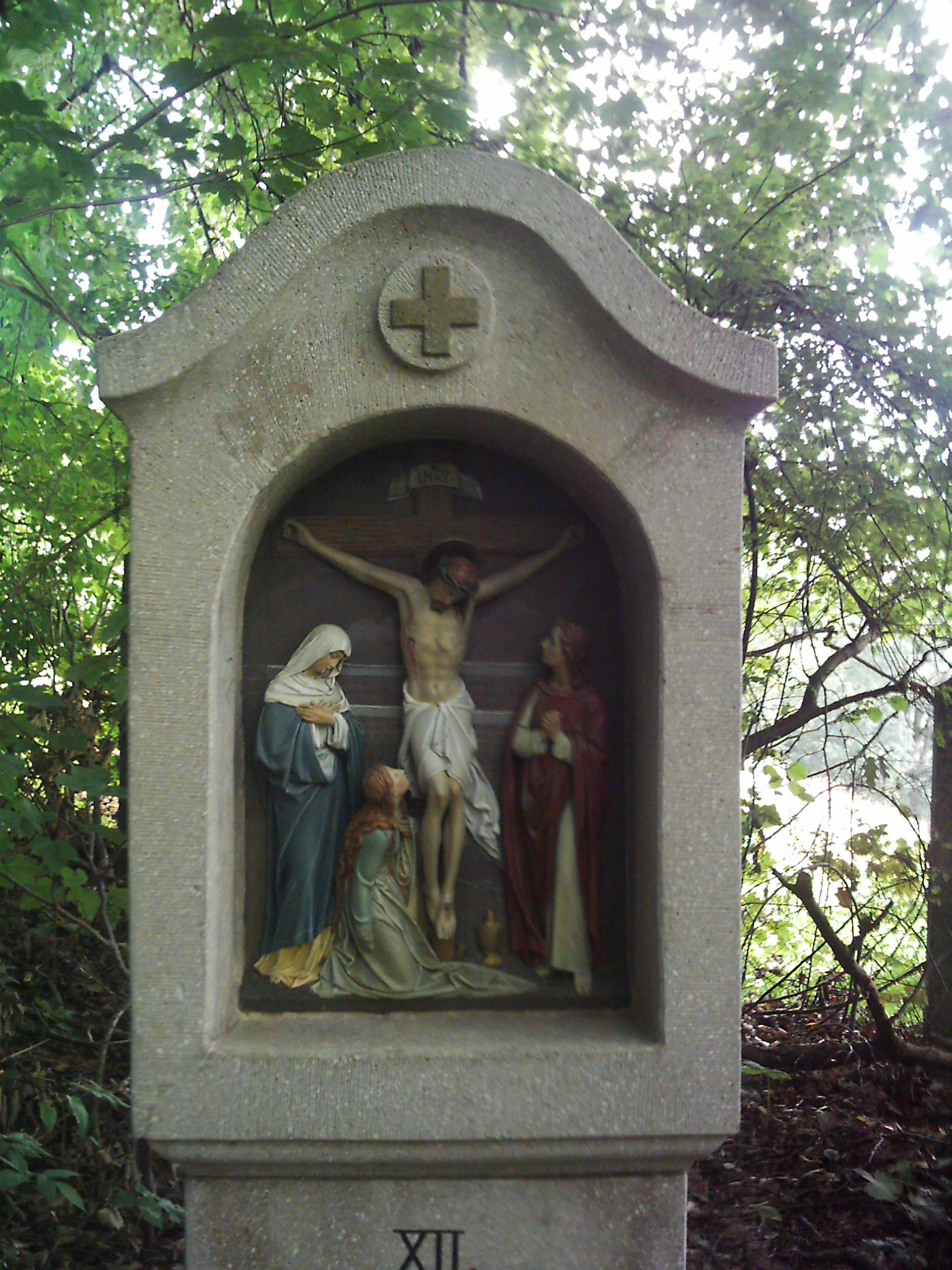
Chặng thứ mười hai – Chúa Jesus chết trên thập tự giá.
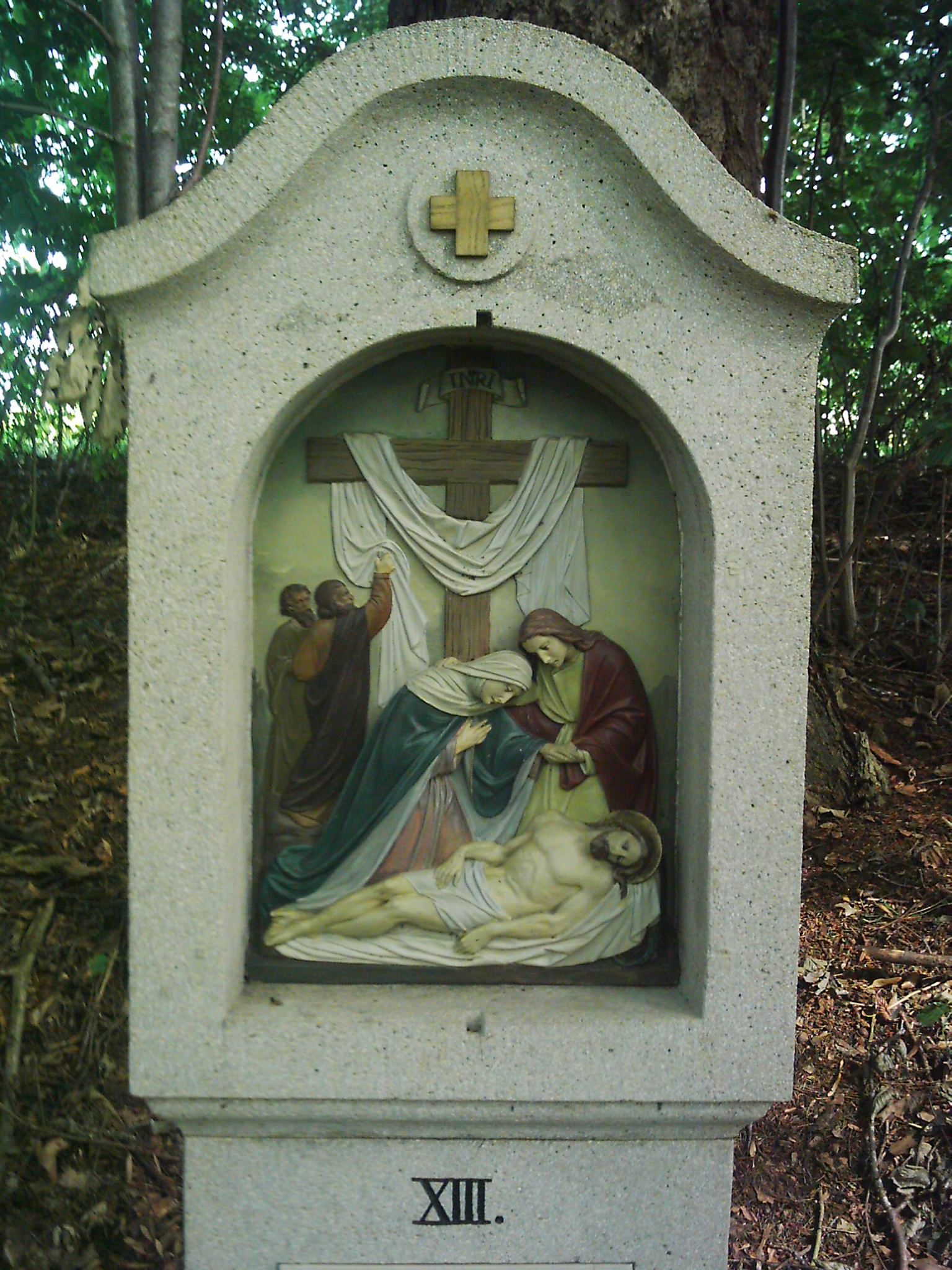
Chặng thứ mười ba – Chúa Jesus được tháo xuống khỏi thập tự giá.
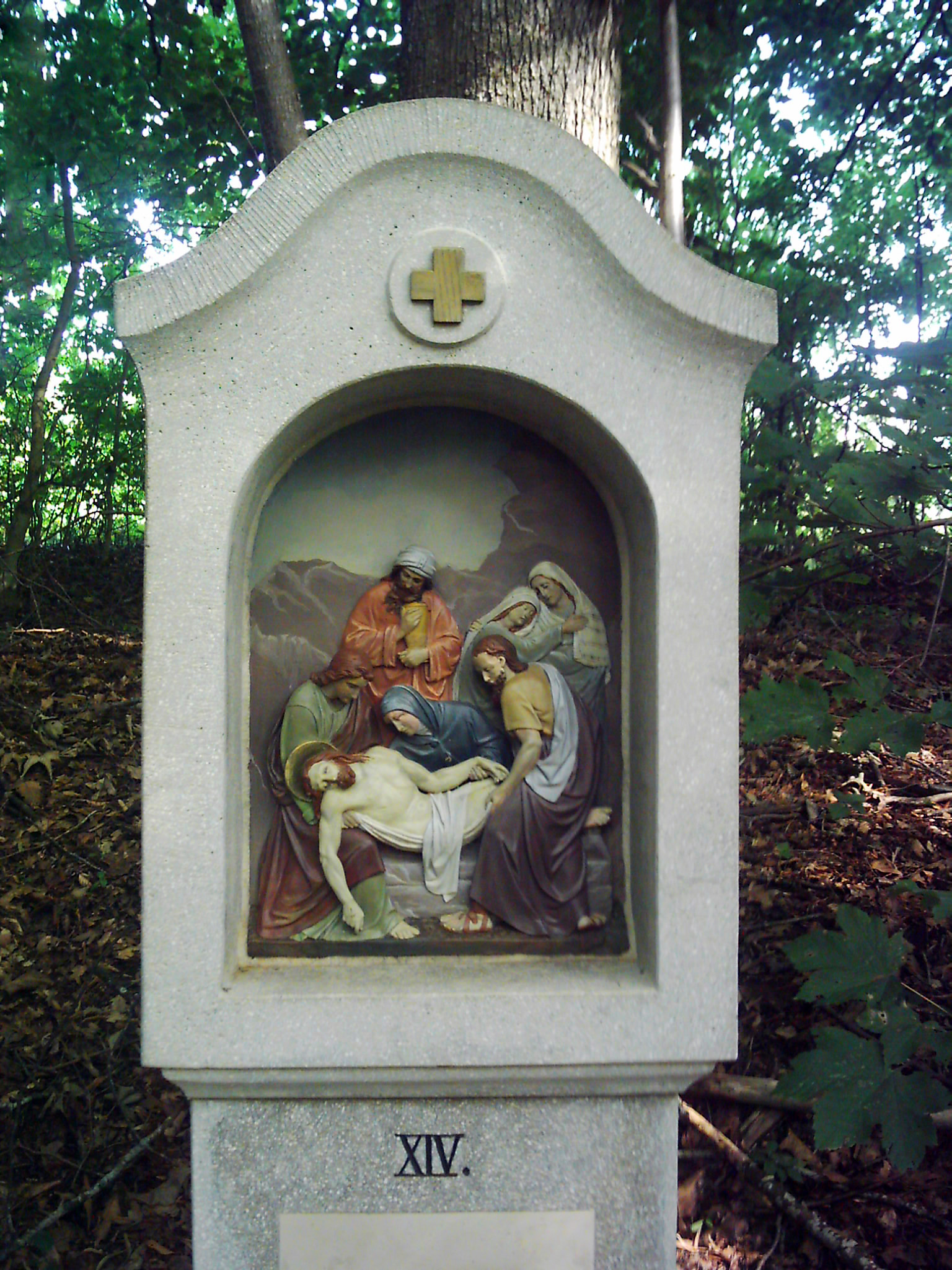
Chặng thứ mười bốn – Chúa Jesus được mai táng trong mộ đá.